# Кампот (місто)
Кампот (кхмер. ក្រុងកំពត) — адміністративний центр провінції Кампот у південній Камбоджі.

## Географія
Розташований на берегах річки Кампонгбай за кілька кілометрів від узбережжя Сіамської затоки безпосередньо на схід від гірського пасма Дамрей.

### Клімат
Місто знаходиться у зоні, котра характеризується мусонним кліматом. Найтепліший місяць — квітень із середньою температурою 28.9 °C (84 °F). Найхолодніший місяць — січень, із середньою температурою 26.1 °С (79 °F).
| Клімат Кампота          | Клімат Кампота | Клімат Кампота | Клімат Кампота | Клімат Кампота | Клімат Кампота | Клімат Кампота | Клімат Кампота | Клімат Кампота | Клімат Кампота | Клімат Кампота | Клімат Кампота | Клімат Кампота | Клімат Кампота |
| Показник                | Січ.           | Лют.           | Бер.           | Квіт.          | Трав.          | Черв.          | Лип.           | Серп.          | Вер.           | Жовт.          | Лист.          | Груд.          | Рік            |
| Абсолютний максимум, °C | 35             | 37             | 37             | 36             | 38             | 35             | 33             | 37             | 32             | 33             | 35             | 33             | 38             |
| Середній максимум, °C   | 31             | 31             | 32             | 32             | 32             | 31             | 31             | 30             | 30             | 31             | 30             | 30             | 31             |
| Середня температура, °C | 26             | 26             | 27             | 28             | 28             | 27             | 27             | 27             | 26             | 27             | 26             | 26             | 27             |
| Середній мінімум, °C    | 21             | 22             | 23             | 25             | 25             | 24             | 23             | 24             | 23             | 23             | 23             | 22             | 23             |
| Абсолютний мінімум, °C  | 15             | 18             | 18             | 20             | 21             | 20             | 17             | 22             | 21             | 20             | 17             | 17             | 15             |
| Норма опадів, мм        | 10             | 20             | 80             | 100            | 190            | 210            | 320            | 330            | 250            | 230            | 140            | 40             | 1970           |
| Днів з дощем            | 1              | 2              | 5              | 5              | 5              | 12             | 16             | 16             | 12             | 12             | 9              | 3              | 102            |
| Вологість повітря, %    | 71             | 74             | 74             | 76             | 79             | 81             | 83             | 84             | 85             | 84             | 79             | 72             | 79             |
| ----------------------- | -------------- | -------------- | -------------- | -------------- | -------------- | -------------- | -------------- | -------------- | -------------- | -------------- | -------------- | -------------- | -------------- |
| Джерело: Weatherbase    |                |                |                |                |                |                |                |                |                |                |                |                |                |

## Історія
З XIX століття місто відоме кампотським перцем. У 1920-і роки французи перетворили Кампот і прилеглий Каеп на курорти. Під час громадянської війни місто було сильно зруйноване: в 1974 році він був ареною відомої Кампотської битви між червоними кхмерами та урядовими військами.

## Транспорт
Кампот сполучений з Пномпенем і Сіануквілем еаціональним шосе №3 (відстань до Пномпеня — 148 км, до Сіануквіля — 96 км) і залізницею. У 2011 році очікувалося відкриття наскрізного вантажного руху цією залізницею.

## Туризм
Кампот є базою для відвідування Слонових гір і, зокрема, Національного парку Бокор. Навколо міста багато водоспадів (Попоквіль, Тик-Чху), у провінції кілька до-ангкорських печерних храмів, зокрема, біля містечка Кампонгтрать. У місті два десятки готелів та гостьових будинків.

## Фотогалерея

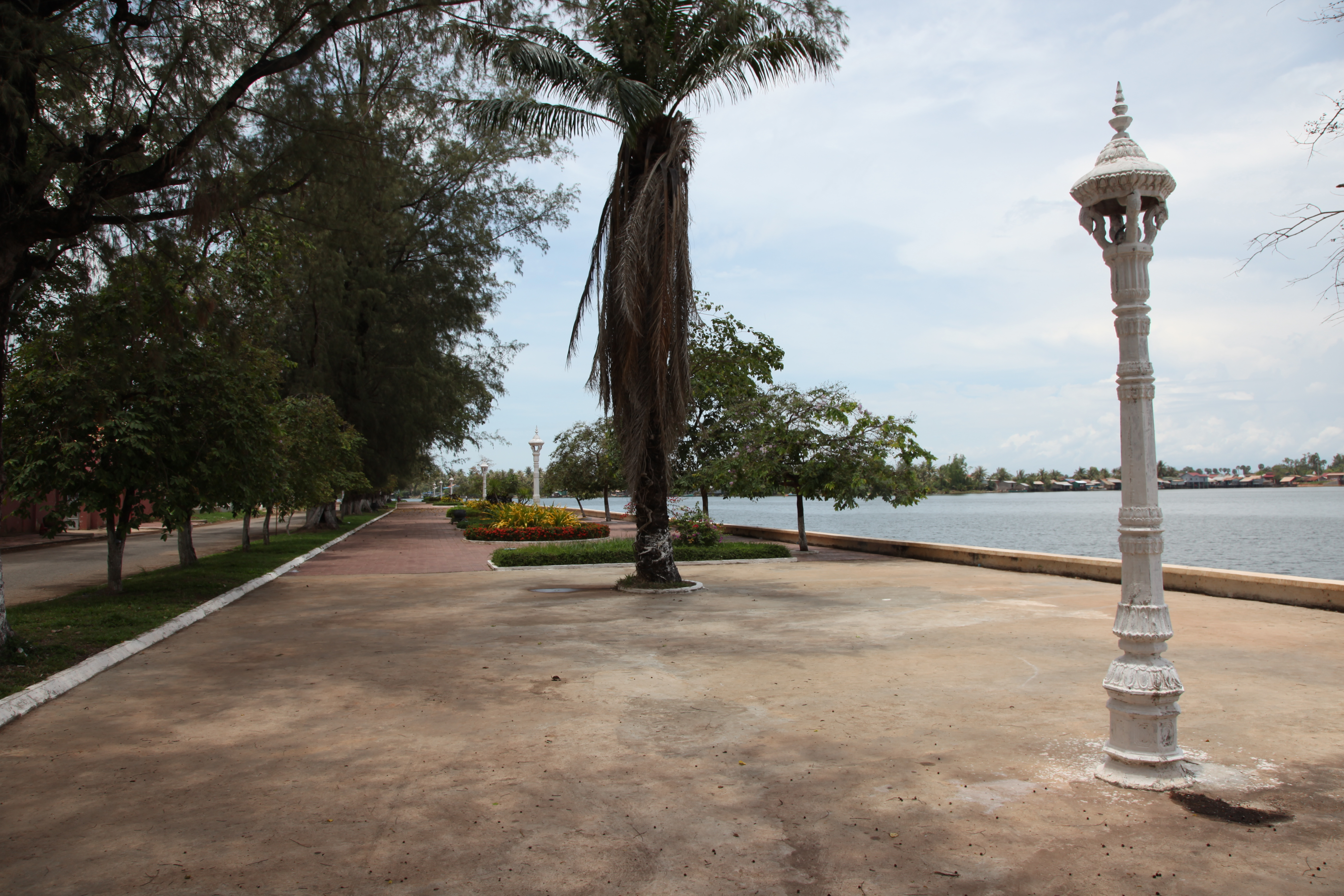
Набережна в Кампоті
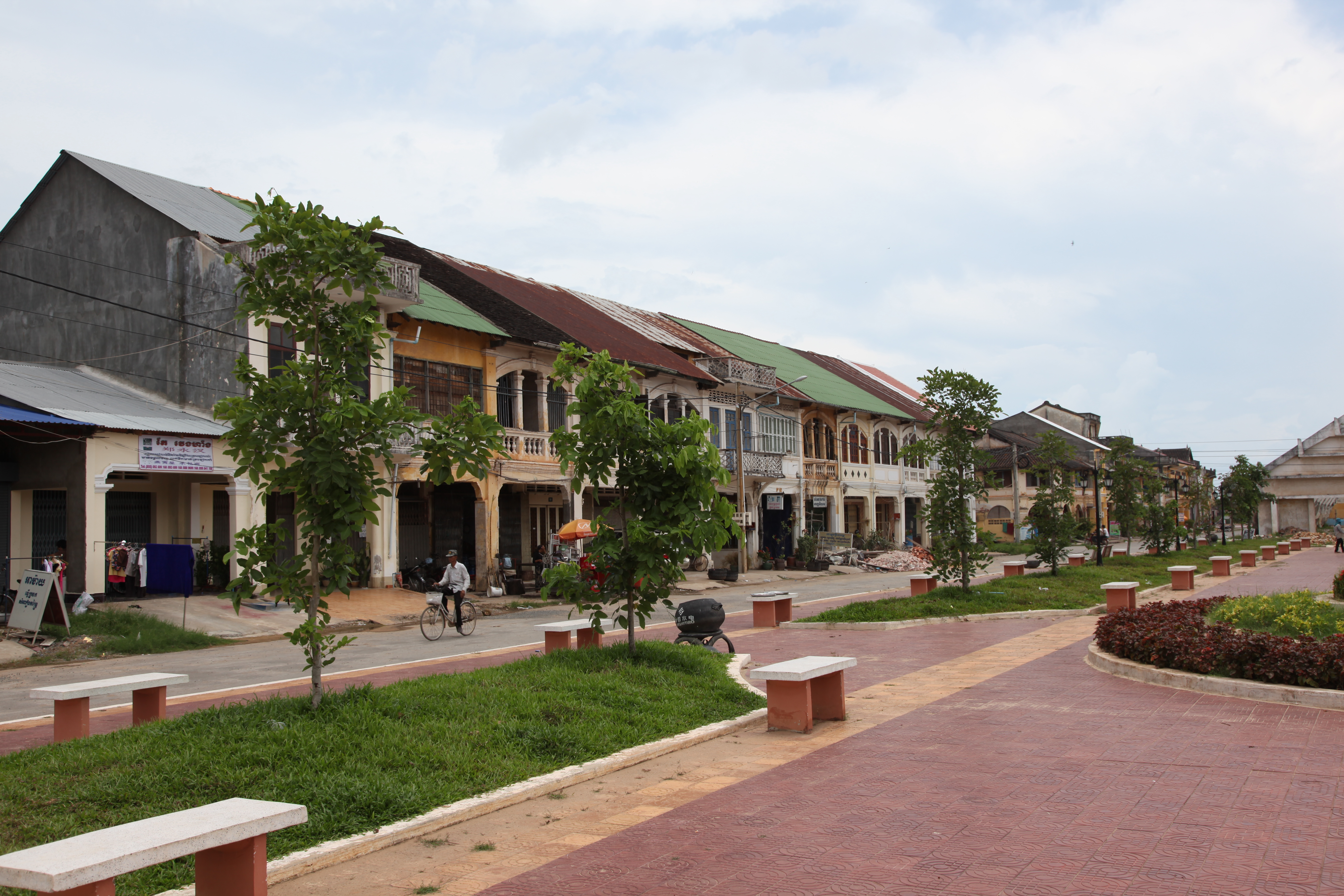
У центрі міста